# گروه جی‌اف‌آی
گروه جی‌اف‌آی (انگلیسی: GFI Group) شرکت خدمات مالی آمریکایی است، که در سال ۱۹۸۷ تأسیس شد.